# Верховный Совет Латвийской ССР

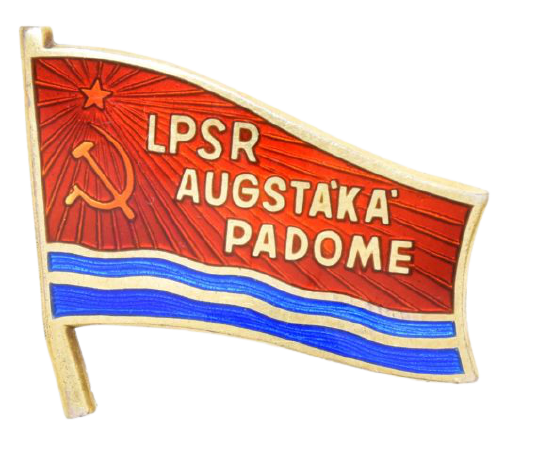
Значок депутата Верховного Совета Латвийской ССР

Верховный Совет Латвийской ССР (латыш. Latvijas PSR Augstākā Padome) — высший однопалатный орган государственной власти Латвийской ССР, действовавший с 1940 по 1990 год. Первый состав был избран в 1940 году как Народный Сейм. С принятием 4 мая 1990 года Декларации о восстановлении независимости Латвийской Республики, Верховный Совет Латвийской ССР был преобразован в Верховный Совет Латвийской Республики, который сложил полномочия 6 июля 1993 года в пользу Сейма Латвии.
Согласно конституции 1978 года, срок полномочий Верховного Совета составлял пять лет (до этого — 4 года), он состоял из 325 (ранее — 310) депутатов, которые избирались населением Латвийской ССР по избирательным округам. В период между сессиями функции высшего органа государственной власти осуществлял избираемый из числа депутатов Президиум, в составе: Председатель Президиума, два заместителя Председателя, Секретарь Президиума и девять членов.

## Постоянные комиссии
- Мандатная комиссия
- Комиссия законодательных предположений
- Планово-бюджетная комиссия
- Комиссия по иностранным делам
- Комиссия по промышленности, транспорту и связи
- Комиссия по строительству и промышленности строительных материалов
- Комиссия по сельскому хозяйству
- Комиссия по товарам народного потребления
- Комиссия по торговле и бытовому обслуживанию
- Комиссия коммунального хозяйства и благоустройства
- Комиссия по здравоохранению и социальному обеспечению
- Комиссия по народному образованию и культуре
- Комиссия по вопросам труда и быта женщин, охраны материнства и детства
- Комиссия по делам молодёжи
- Комиссия по охране природы

## Руководители

### Председатели Президиума Верховного Совета Латвийской ССР
- Август Кирхенштейн (25 августа 1940 — 10 марта 1952)
- Карлис Озолиньш (10 марта 1952 — 27 ноября 1959)
- Янис Калнберзиньш (27 ноября 1959 — 5 мая 1970)
- Виталий Рубенис (5 мая 1970 — 20 августа 1974)
- Петерис (Пётр) Страутманис (20 августа 1974 — 22 июля 1985)
- Янис Вагрис (22 июля 1985 — 6 октября 1988)
- Анатолий Горбунов (6 октября 1988 — 4 мая 1990)

### Председатели Верховного Совета Латвийской ССР
- Александр Мазецис (14 марта 1947 — 14 октября 1948)
- Петерис Звайгзне (14 октября 1948 — 1953)
- Эдгар Апинис (1956—1957)
- Янис Ванагс (5 июня 1957 — 20 марта 1963)
- Петерис Валескалнс (20 марта 1963 — 7 июля 1971)
- Александр Малмейстер (7 июля 1971 — 3 июля 1975)
- Валентина Клибик (3 июля 1975 — 29 марта 1985)
- Александр Дризул (29 марта 1985 — 27 июля 1989)
- Анатолий Горбунов (27 июля 1989 — 4 мая 1990); с этой даты до 6 июля 1993 занимал должность Председателя Верховного Совета Латвийской Республики (с более широкими полномочиями).

## Функции
Законодательство; утверждение правительства; назначение судей.

## Печатный орган
Печатным органом Верховного Совета Латвийской ССР были «Ведомости Верховного Совета ЛССР». Кроме того, Верховный Совет Латвийской ССР был соучредителем главных латвийских ежедневных газет «Cīņa» и «Советская Латвия».